# زكريا محيي الدين
زكريا محيي الدين (5 يوليو 1918 - 15 مايو 2012)، قائد عسكري وسياسي مصري. كان أحد أبرز الضباط الأحرار، وتولى عدة مناصب سياسية هي رئيس وزراء ونائب رئيس الجمهورية وأول رئيس للمخابرات العامة، فيما تولى منصب رئيس الجمهورية فترة يومين عندما تنحى الرئيس جمال عبد الناصر عن الحكم في أعقاب هزيمة 1967. هناك نقص معلومات عن سيرته ما بعد النكسة وبعد عبد الناصر ومجيء السادات إلى وفاته.

## ولادته ونشأته
ولد في كفر شكر في 5 يوليو 1918 و اهتم والده عبد المجيد محي الدين عمدة كفر شكر بتعليمه فتلقّى تعليمه الأولي في مدرسة الإصلاح بكفر شكره، ثم انتقل بعدها لمدرسة العباسية الابتدائية، ليكمل تعليمة الثانوية في مدرسة فؤاد الأول الثانوية. التحق بالمدرسة الحربية في 6 أكتوبر عام 1936، ليتخرج منها برتبة ملازم ثاني في 6 فبراير 1938. تم تعيينه في كتيبة بنادق المشاة في الإسكندرية. انتقل إلى منقباد في العام 1939 ليلتقي هناك بجمال عبد الناصر، ثم سافر إلى السودان في العام 1940 ليلتقي مرة أخرى بجمال عبد الناصر ويتعرف بعبد الحكيم عامر.

## معارك فلسطين
تخرج محيي الدين من كلية أركان الحرب عام 1948، وسافر مباشرة إلى فلسطين، فأبلى بلاءً حسناً في المجدل وعراق وسويدان والفالوجا ودير سنيد وبيت جبريل، وقد تطوّع أثناء حرب فلسطين ومعه صلاح سالم بتنفيذ مهمة الإتصال بالقوة المحاصرة في الفالوجا وتوصيل إمدادات الطعام والدواء لها. بعد انتهاء الحرب عاد للقاهرة ليعمل مدرساً في الكلية الحربية ومدرسة المشاة.

## تنظيم الضباط الأحرار
انضم زكريا محيي الدين إلى تنظيم الضباط الأحرار قبل قيام ثورة يوليو بحوالي ثلاثة أشهر، وكان ضمن خلية جمال عبد الناصر. شارك في وضع خطة التحرك للقوات وكان المسئول على عملية تحرك الوحدات العسكرية وقاد عملية محاصرة القصور الملكية في الإسكندرية وذلك أثناء تواجد الملك فاروق الأول بالإسكندرية.

## العمل الرسمي
- تولّى منصب مدير المخابرات الحربية عامي 1952-1953
- عُيّن وزير داخلية عام 1953
- أُسند إليه إنشاء المخابرات العامة المصرية من قِبَل الرئيس الراحل جمال عبد الناصر في 1955.
- عُيّن وزير داخلية الوحدة مع سوريا 1958
- تم تعينه رئيس اللجنة العليا للسد العالي في 26 مارس 1960
- عينه جمال عبد الناصر نائبا لرئيس الجمهورية للمؤسسات ووزير الداخلية للمرة الثانية عام 1961 .
- في عام 1965 أصدر جمال عبد الناصر قراراً بتعينه رئيسا للوزراء ونائبا لرئيس الجمهورية.
- عندما تنحّى عبد الناصر عن الحكم عقب هزيمة 1967 ليلة 9 يونيو أُسند الحكم إلى زكريا محي الدين ولكن الجماهير خرجت في مظاهرات تطالب ببقاء عبد الناصر في الحكم.

شهد زكريا محيي الدين، مؤتمر باندونغ وجميع مؤتمرات القمة العربية والأفريقية ودول عدم الانحياز. ورأس وفد الجمهورية العربية المتحدة في مؤتمر رؤساء الحكومات العربية في يناير ومايو 1965. وفي أبريل 1965، رأس وفد الجمهورية العربية المتحدة في الاحتفال بذكرى مرور عشر سنوات على المؤتمر الآسيوي ـ الأفريقي الأول.
عرف عن زكريا محي الدين لدى الرأي العام المصري بالقبضة القوية والصارمة نظرا للمهام التي أوكلت إليه كوزير للداخلية ومديراً لجهاز المخابرات العامة، وكان يتم الترويج له على أنه يميل للسياسة الليبرالية، كما كان رئيساً لرابطة الصداقة المصرية-اليونانية.
بعد وقوع نكسة 67، أعلن جمال عبد الناصر استقالته من الرئاسة لتنتقل السلطة إلى محيي الدين بصفته نائب الرئيس في 9 يونيو، لكن في 11 يونيو عاد جمال عبد الناصر رئيسًا. وفي 1968، استقال زكريا محيي الدين منهيًا بذلك عمله السياسي.

## وفاته
تُوفي زكريا محيي الدين عن عمر يناهز 94 عاماً في يوم الثلاثاء الموافق 15 مايو 2012.

## روابط خارجية
- زكريا محيي الدين على موقع مونزينجر (الألمانية)